# Stéphane Canu
Pour les articles homonymes, voir Canu.
Stéphane Canu est un footballeur français né le 1er juillet 1968 à Harfleur (Seine-Maritime).
Il a joué comme milieu de terrain à Calais et a été finaliste de la Coupe de France en 2000 avec ce club qui évoluait en CFA. Parallèlement à sa carrière de footballeur, il était employé aux espaces verts de la ville de Gravelines cette année-là.

## Carrière de joueur
- 1999-2002 : Calais RUFC

## Palmarès
- Finaliste de la Coupe de France  en 2000 avec Calais RUFC